# Article 25 de la Charte canadienne des droits et libertés
L'article 25 de la Charte canadienne des droits et libertés est le premier article sous la rubrique « Dispositions générales » de la Charte canadienne des droits et libertés, une partie intégrante de la Constitution du Canada. 

## Contenu
Tout comme les autres articles des « Dispositions générales », il aide à l'interprétation des droits présents ailleurs dans la Charte. Bien que l'article 25 soit également l'article qui se préoccupe le plus directement des peuples autochtones, il ne crée aucun droit constitutionnel pour eux. Les droits des autochtones, incluant les droits concernant les traités, sont protégés constitutionnellement de façon plus directe à l'article 35 de la Loi constitutionnelle de 1982.

## Texte
« 25. Le fait que la présente charte garantit certains droits et libertés ne porte pas atteinte aux droits ou libertés — ancestraux, issus de traités ou autres — des peuples autochtones du Canada, notamment :
a) aux droits ou libertés reconnus par la proclamation royale du 7 octobre 1763;
b) aux droits ou libertés existants issus d'accords sur des revendications territoriales ou ceux susceptibles d'être ainsi acquis. »

— Article 25 de la Charte canadienne des droits et libertés